# Primavera Driessen Gruber
Primavera Driessen Gruber (* 1951 in Den Haag) ist eine niederländisch-österreichische Juristin, Kulturmanagerin, Exilmusik-Forscherin und Publizistin.

## Leben
Driessen Gruber bestand 1973 das Studium für Niederlandistik an der Universität Leiden mit dem Kandidatsexamen und absolvierte dann ein Jus-Studium an der Universität Wien, wo sie 1987 promoviert wurde. Von 1989 bis 1990 studierte sie Kulturmanagement an der Universität für Musik und darstellende Kunst Wien.

### Gründung und Leitung des VereinsOrpheus Trust
1996 gründete sie den Verein Orpheus Trust – Verein zur Erforschung und Veröffentlichung vertriebener und vergessener Kunst, bei dem sie bis zur Auflösung 2006 Geschäftsführerin und Künstlerische Leiterin war. Die Hauptanliegen von Orpheus Trust waren die Erforschung und Dokumentation von Leben und Werk der aus Österreich vertriebenen oder im KZ umgekommenen Musikschaffenden, die Österreich oder die ehemalige Donaumonarchie zur Heimat hatten, die Aufführung der vergessenen Musik in eigenen Veranstaltungen und Koproduktionen sowie Informationsvermittlung und Informationsaustausch zwischen Wissenschaft, Konzertbetrieb, Pädagogik und Medien. Der Verein, dessen Arbeit auf Anerkennung stieß, hatte zuletzt rund 550 Mitglieder. Während ihrer Tätigkeit bei Orpheus Trust verfasste sie zahlreiche Aufsätze für das in Vorbereitung befindliche Werk Österreichisches Biographisches Handbuch der NS-verfolgten Musikschaffenden, das als Nachfolger des von Walter Pass, Gerhard Scheit und Wilhelm Svoboda 1995 herausgegebenen Standardwerkes Orpheus im Exil – Die Vertreibung der österreichischen Musik 1938–1945 erscheinen sollte. Im August 2006 musste der Verein mangels öffentlicher Förderungen seine Tätigkeit einstellen.

### Weitere nennenswerte Tätigkeiten
Von 1989 bis 1992 übernahm sie das Management des Klangforums Wien. Seit 2007 ist sie stellvertretende Vorsitzende des Vereins orpheus.news, eines Vereins zur Vermittlung von Informationen und Koordination von Aktivitäten zur vom Nationalsozialismus verfolgten Musik. Sie ist Mitglied im Wissenschaftlichen Beirat der Österreichischen Gesellschaft für Exilforschung und dort auch in der Frauenarbeitsgemeinschaft engagiert. Zudem ist sie Beisitzerin im Vorstand der Theodor Kramer Gesellschaft. Zudem ist sie in der Internationalen Joseph Roth Gesellschaft aktiv, die wiederum Mitglied in der Arbeitsgemeinschaft Literarischer Gesellschaften und Gedenkstätten (ALG) ist.

## Veröffentlichungen (Auswahl)
- Spring came back to Vienna. Dokumentationsstelle für neuere österreichische Literatur, Wien 1998. ISBN 978-3-900-46752-4
- Elena Fitzthum und Primavera Driessen Gruber: Give them music. Musiktherapie im Exil am Beispiel von Vally Weigl. Edition Praesens, Wien 2003. ISBN 978-3-706-90191-8
- Michel Cullin und Primavera Driessen Gruber (Hrsg.): Douce France? Musik-Exil in Frankreich / Musiciens en Exil en France 1933–1945. Böhlau 2008. ISBN 978-3-205-77773-1 [erschienen in weiteren Auflagen]
- Aufsatzbeitrag zu Going East. Going South Österreichisches Exil in Asien und Afrika. CLIO Verein für Geschichts- & Bildungsarbeit, Graz 2014. ISBN 978-3-902-54234-2
- mit Evelyn Adunka; Fritz Hausjell; Irene Nawrocka; Simon Usaty (Hrsg.): Exilforschung: Österreich. Leistungen, Defizite & Perspektiven. Mandelbaum, Wien 2014. ISBN 978-3-854-76449-6
- Beitrag zu Peter Bild; Irene Messinger: A Cherry Dress. Kommentierte Memoiren der exilierten Bühnen- und Lebenskünstlerin Anita Bild. Niedersachs V&R unipress, Göttingen 2018. ISBN 978-3-847-10797-2

## Auszeichnungen
- 1999: Marietta und Friedrich Torberg-Medaille der Israelitischen Kultusgemeinde Wien (IKG) für die Initiative „Verlorene Nachbarschaft“ (zusammen mit Käthe Kratz, Hans Litsauer, Werner Rotter, Karin Schön, Georg Schönfeld)[9]
- 2001: Karl-Renner-Preis für Orpheus Trust, Dr. Karl Renner-Stiftung[10]
- 2005: Premio Nazionale di Divulgazione Scientifica „Silvio Sammarco Springer“ für Orpheus Trust, Associazione Italiana del Libro[11]